# Хотел Захер
Хотел Захер је луксузни хотел са пет звездица у Бечу. Налази се у самом центру града, окренут према Бечкој државној опери у Првом бечком округу. Познат је по специјалитету куће, Захер торти, чоколадној торти са филом од кајсије. У хотелу се налази и уметничка галерија, са делима из 19. века. Хотел се налази у близини некадашње резиденције Антонија Вивалдија.

## Историја
Хотел је 1876. подигао на месту срушеног Театра ам Карнтнертор угоститељ и добављач Аустроугарског двора Едуард Захер (1843–1892). Његов отац, посластичар Франц Захер (1816–1907), постао је познат по својој Захер торти, коју је наводно направио за пријем код аустријског државног канцелара Клеменса фон Метерниха 1832. Едуард Захер је прво био шегрт у посластичарници Демел, да би 1873. отворио свој први ресторан у централној бечкој улици Кернтнер штрасе.
Године 1880. Едуард се оженио Аном Захер рођеном Фухс (1859–1930), која је постала генерални директор хотела након његове смрти. Ана је брзо стекла репутацију и због својих вештина и ексцентричности; никада није виђена без својих француских булдога и цигарета. Под њеном управом, Хотел Захер је постао један од најбољих хотела на свету, где ће се састајати аристократија и дипломате. Међутим, након Првог светског рата, Ана Захер је инсистирала на репутацији хотела више класе па је ускраћивала услуге гостима неаристократског порекла, а у исто време, нудила је гостопримство осиромашеним аристократама. Такав вид односа према клијентима довео је посао у финансијске проблеме, и на крају до банкрота и промене власништва 1930-их.
Године 1934. хотелски посао преузима породица Гиртлер под именом компаније "Едуард Захер ГмбХ & Цо ОХГ", а зграду хотела су темељито реновирали. По завршетку Другог светског рата, Аустрију окупирану од савезника, као и Немачку, силе победнице поделиле су на четири зоне. Беч је, као и Берлин, такође био подељен на четири зоне. Током окупације, Британци су користили тешко оштећени Хотел Захер као своје седиште. Хотел се појављује у филму Трећи човек Керола Рида, пошто је сценариста Грејем Грин био редован гост у хотелском бару док је припремао свој сценарио. Дана 4. августа 1947. у подруму хотела експлодирале су две бомбе у коферима. Одговорност за бомбашки напад преузела је терористичка група Иргун.
Од 1989. године породица Гиртлер поседује и бивши хотел Остерајхишер Хоф (у преводу: Аустријско двориште), у Салцбургу, кога су реновирали и отворили под новим именом Хотел Захер Салцбург. Хотел Захер у Бечу је 2005/06. године додао још један спрат са пространим спа центром на свом крову.

## Значајни гости
Међу познатим гостима током деценија били су не само цар Франц Јозеф већ и краљ Едвард VIII и Валис Симпсон, краљица Елизабета II и принц Филип, принц Реније III од Монака и Грејс Кели, председник Џон Ф. Кенеди и многи други. Будући да је у близини опере, хотел Захер је такође био популаран међу уметницима као што су Херберт фон Карајан, Леонард Бернштајн, Лео Слезак, Пласидо Доминго, Хозе Карерас и Рудолф Нурејев.
31. марта 1969. Џон Ленон и Јоко Оно одржали су добро посећену конференцију за штампу у хотелу Захер.

## У популарној култури
Ана Захер и њен хотел су обележени у роману Дениса Витлија из 1950. о избијању Првог светског рата, Други печат. Наступајући као она сама, Ана игра измишљену улогу у догађајима у јуну/јулу 1914. у Бечу, помажући јунаку књиге војводи де Рихлоу у неколико тачака.
Хотел је такође стекао славу у немачком говорном подручју захваљујући филму Хотел Захер из 1939. године, као и популарној аустријској ТВ серији Хало – Хотел Захер… Портир!, са Фрицом Екартом у главној улози. Роми Шнајдер је одсела у хотелу Захер током снимања Сиси 1955. године.